# Židovský fundamentalismus
Židovský fundamentalismus je fundamentalismus, mezi který se se řadí náboženský sionismus či charedim (viz ortodoxní judaismus).

## Izrael
Šestidenní válka znovu rozdmýchala nacionalismus a fundamentalismus. V Izraeli vyvolali fundamentalisté v roce 2009 sérii nepokojů a usilují o segregaci.[zdroj?] Židovští extremisté jsou podezříváni nejen z útoků proti islámu, ale katolická církev je podezřívá i z vandalských útoků proti křesťanským objektům,. Postupuje se proti nim stejným způsobem.